# 23 Wall Street

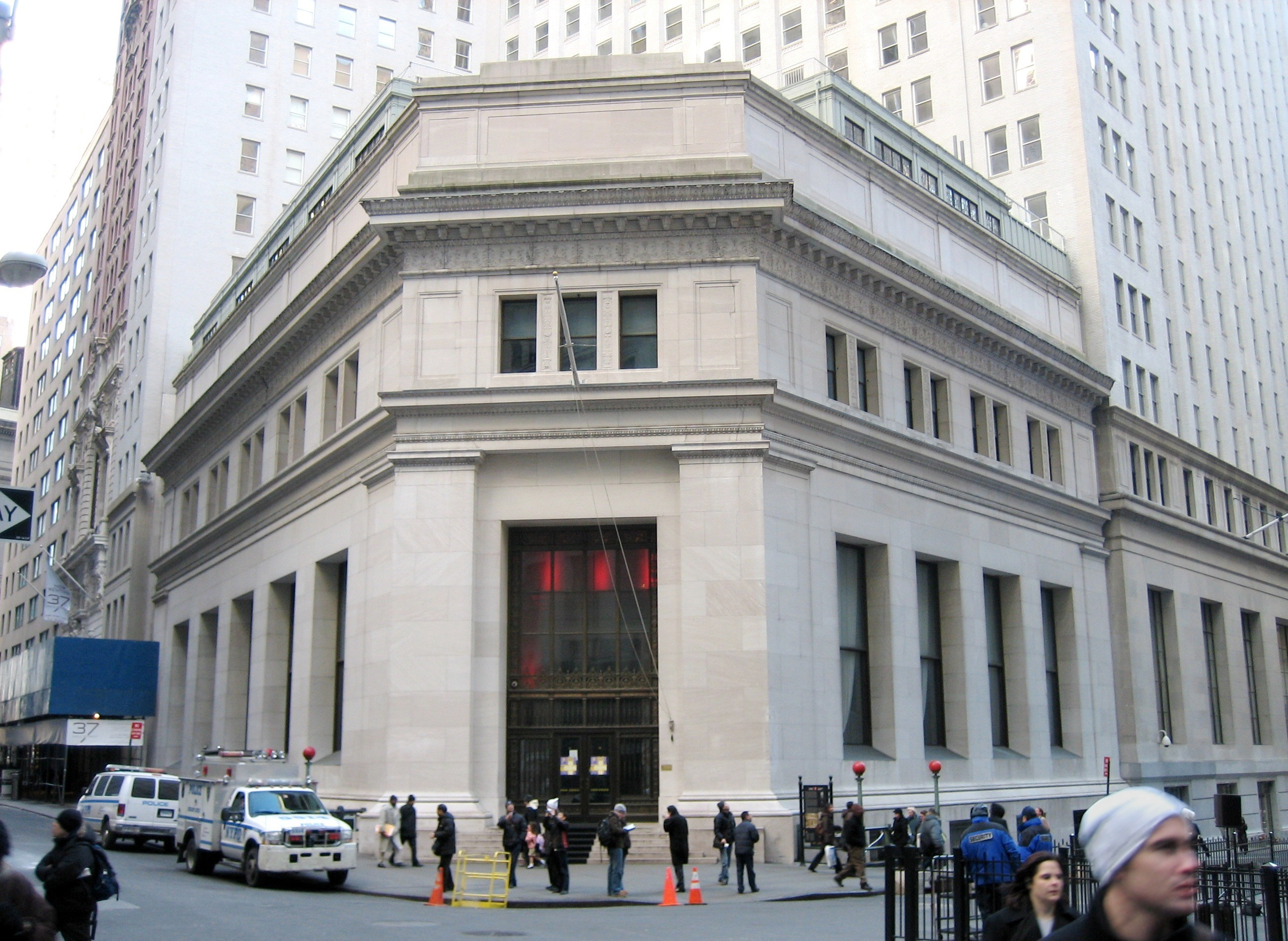
23 Wall Street, früher J.P. Morgan Building

23 Wall Street, umgangssprachlich The Corner, früher J.P. Morgan Building, ist ein denkmalgeschütztes Bürogebäude im Financial District von Manhattan in New York City. Es wurde am 21. Dezember 1965 von der New Yorker Landmarks Preservation Commission zum Wahrzeichen der Stadt erklärt und ist seit 1972 als National Historic Landmark im National Register of Historic Places eingetragen. 23 Wall Street gehört seit 2007 als Contributing Property zum historischen Bezirk Wall Street Historic District.

## Lage
23 Wall Street befindet sich in Lower Manhattan an der Südecke der Kreuzung Wall Street/Broad Street und ist nach seiner Adresse benannt. Es bildet seit 1957 mit dem Wolkenkratzer 15 Broad Street eine bauliche Einheit. Weltbekannte Nachbargebäude sind in der Broad Street die Wertpapierbörse New York Stock Exchange mit der davor platzierten Bronze-Statue Fearless Girl und in der Wall Street die Federal Hall National Memorial. Direkt am Gebäude befinden sich zwei Zugänge zur Station Broad Street der New York City Subway, die von den Linien  und  bedient wird.

## Geschichte

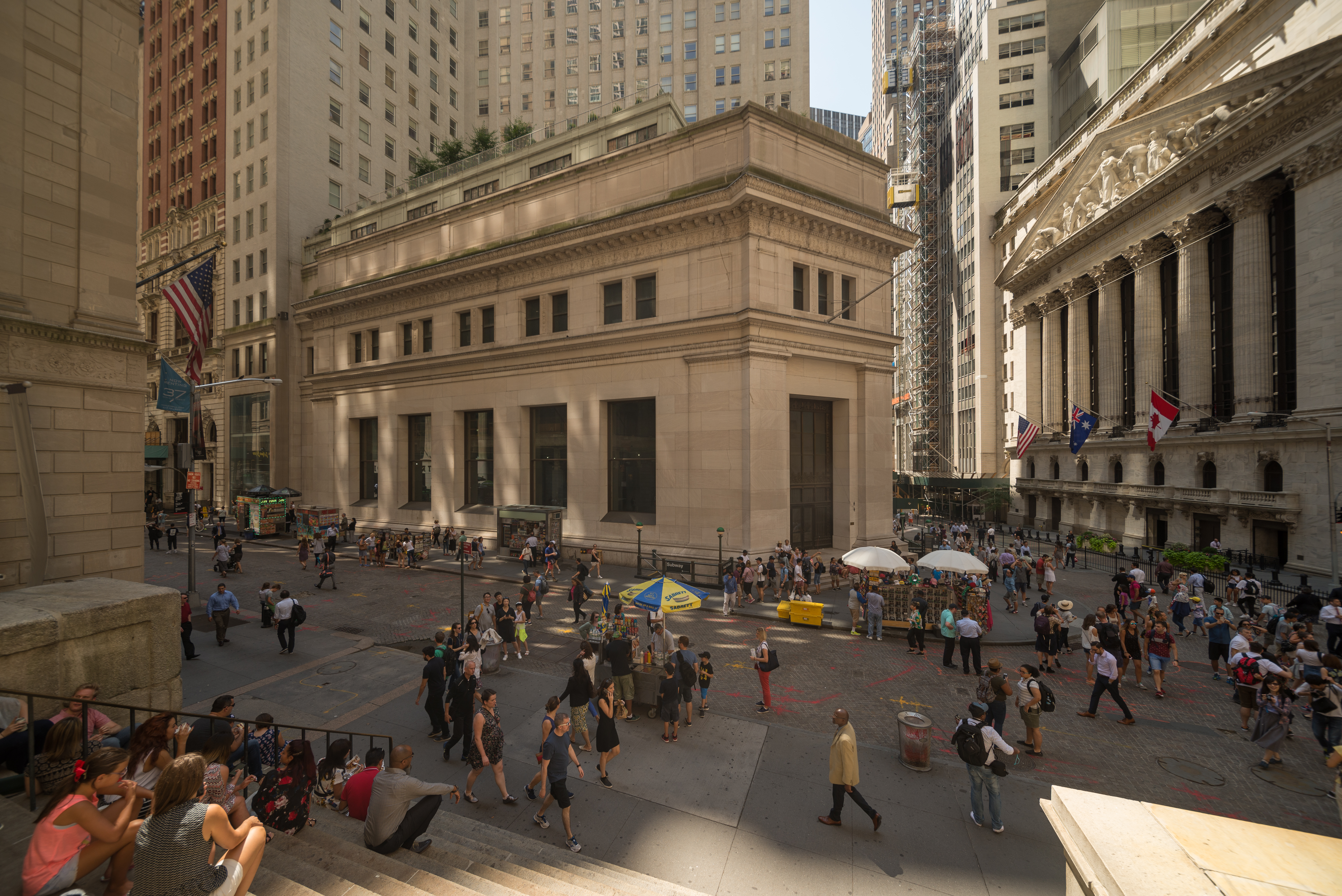
23 Wall Street im August 2017

Entworfen vom Architekturbüro Trowbridge & Livingston und erbaut von 1913 bis 1914 war das vierstöckige Gebäude zunächst Geschäftshaus und Hauptsitz des Unternehmens J.P. Morgan, damals der größten Bank der Vereinigten Staaten. Das neoklassizistische Bauwerk hat eine Fassade aus Quadermauerwerk mit rosafarbenem Tennessee-Marmor.
Am 16. September 1920 kam es zu einem Bombenanschlag vor dem Gebäude, bei dem 40 Menschen, darunter ein Mitarbeiter von Morgan, ums Leben kamen und Hunderte verletzt wurden. Die Bombe beschädigte viele Innenräume des Gebäudes und verursachte hier einen Schaden zwischen 500.000 und 600.000 US-Dollar. J.P. Morgan ließ dagegen die Schäden an der Fassade zum Gedenken an diese Tat nie reparieren, sodass sie noch heute sichtbar sind.

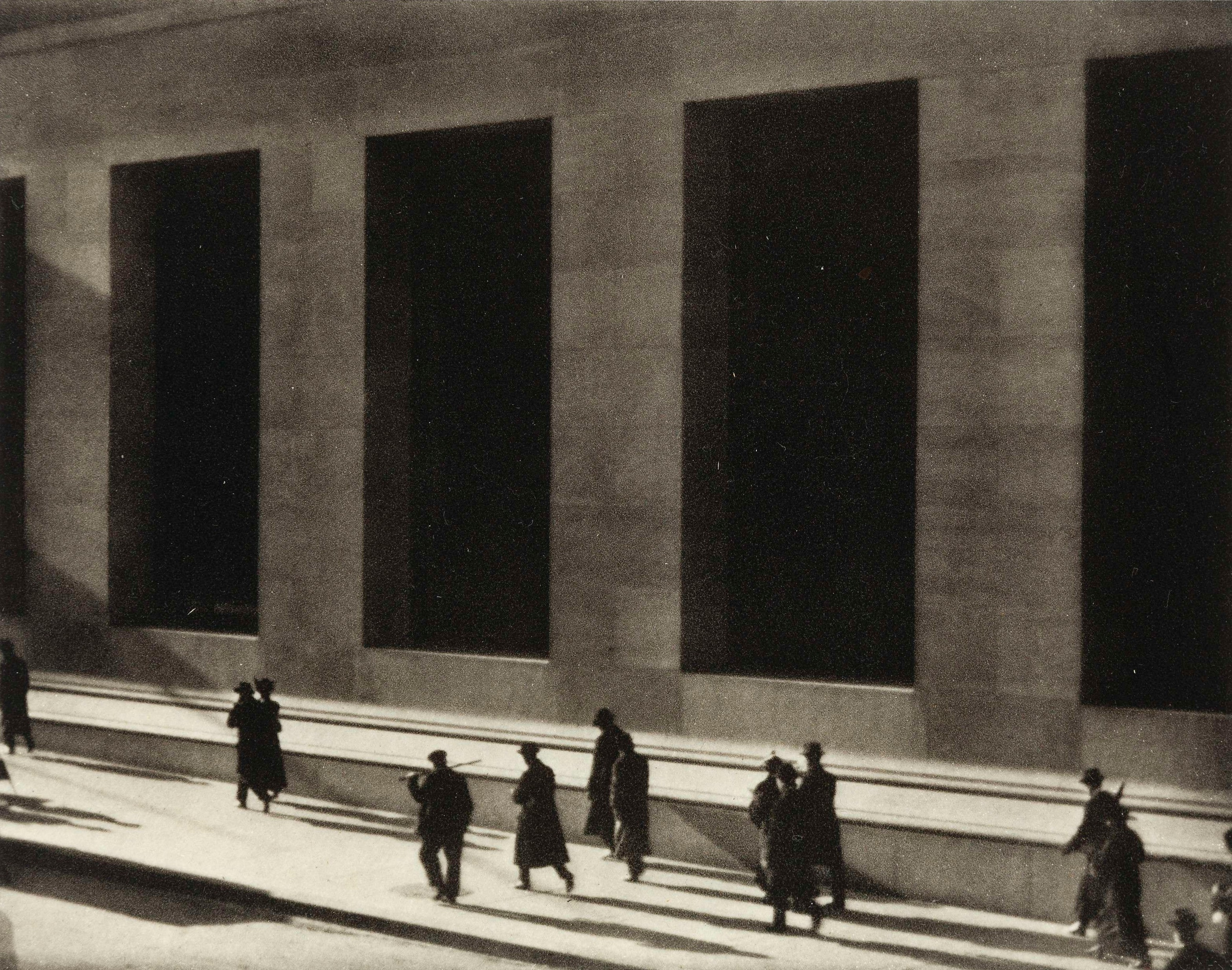
23 Wall Street auf einem Foto von Paul Strand (1915)

Das Gebäude wurde 1957 mit der benachbarten 15 Broad Street baulich verbunden und renoviert und die beiden Gebäude dienten bis 1988 als Hauptsitz von J.P. Morgan & Company. 2003 wurden 23 Wall Street und 15 Broad Street für 100 Millionen US-Dollar an die Investmentgesellschaft Africa Israel und die Immobilienmaklerin Shaya Boymelgreen verkauft. Während man 15 Broad Street in ein Wohngebäude umwandelte, wurde 23 Wall Street im Jahr 2008 an Interessenvertreter des Industriellen Sam Pa, der China Sonangol verkauft und steht seitdem außer einzelnen Veranstaltungen größtenteils leer. Ein historischer 1900-teiliger Louis-quinze-Kronleuchter, der einst in der Haupthalle hing, ist in der Lobby ist von 15 Broad Street ausgestellt. Auf dem Dach des Gebäudes legte man für die Bewohner von 15 Broad Street eine weitläufige 460 m² große begrünte Terrasse an.

## Medien
- Kurz nach seiner Fertigstellung wurde das Gebäude auf dem Foto „Wall Street“ (1915) von Paul Strand abgebildet.
- Im Batman-Film The Dark Knight Rises von 2012 stellt die Fassade die Gotham City Stock Exchange dar.[7]
- Ein Teil des Spielfilms Teenage Mutant Ninja Turtles aus dem Jahr 2014 wurde im 23 Wall Street gedreht.[8]